# Tóth Ervin
Tóth Ervin Gyula (Gy. Tóth Ervin) (Királyháza, 1910. szeptember 28. – Debrecen, 1999. február 1.) gimnáziumi tanár, művészettörténész.

## Életpályája
Tanulmányait Debrecenben a Református Főgimnáziumban végezte. Az érettségi után a Tisza István Tudományegyetemen magyar-német szakon kezdett tanulni
1929-től. 1934-ben a Debreceni Egyetemen Nyírő Józsefről írt dolgozatával magyar irodalomból doktori oklevelet szerzett. 1934-ben jelent meg első művészeti témájú tanulmánya. 1934 őszétől a Debreceni Egyetem könyvtárában kisegítő könyvtárosként dolgozott. 1936-ban gyorsírói képesítést szerzett Szegeden. 1936–1938 között Mitrovics Gyulának köszönhetően ösztöndíjasként római tanulmányútra mehetett Olaszországba. Az 1930-as években nehéz volt elhelyezkedni, ezért négy évig testvérével, Tóth Bélával, az Országos Pedagógiai Intézet (OPI) munkatársával nevelőtanárként dolgozott a Szegedi MÁV Fiúnevelő Intézet Árvaházában. 1937-től a Magyar Exlibrisgyűjtők és Grafikabarátok Egyesületének tagja volt. 1938–1939 között a Szegedi Tudományegyetem aulájában volt kiállítása. 1940–1945 között Zalaegerszegen, a Deák Ferenc Gimnáziumban tanított művészettörténetet, olasz nyelvet és gyorsírást. 1941-ben a Tömörkény Irodalmi Kör és a Magyar Esztétikai Társaság tagja lett. 1951-ben Püspökladányban az Állami Óvónőképző Intézet igazgató-helyettese lett. 1952-ben első díjat nyert a Vitéz László című bábdarabbal. Később Debrecenben a Tóth Árpád Gimnáziumban, majd a Fazekas Mihály Gimnáziumban oktatott. 1968-ban Holló Lászlóval együtt az Olasz Grafikai Táraság tagja lett.  
Cikkei, tanulmányai rendszeresen jelentek meg folyóiratokban. Buday György, Gáborjáni Szabó Kálmán, Mata János, Kopasz Márta és Bordás Ferenc művészetéről is írt. Alapítója volt a Debreceni Képzőművészeti Szabadiskolának (később: Medgyesi Kör). 
Temetése a Debreceni köztemetőben történt.

## Művei
- Fametszet a XX. században (1939)
- A grafikai művészetek kis könyve (1941)
- Európai grafika (1943)
- Japán fametszet (1943)
- A képzőművészetek Debrecenben (1961)
- Mata János fametszetei (1962)
- Gáborjáni Szabó Kálmán grafikái (1963)
- Holló László (1966)
- Szép magyar grafika

## Díjai
- Debrecen város Művészeti Díja (1969)[3]
- Medgyessy Ferenc-emlékplakett (1972)[1]
- Holló László-díj (1987)